# Menina Izildinha
Maria Izilda de Castro Ribeiro, popolarmente nota come Menina Izildinha (Póvoa de Lanhoso, 17 giugno 1897 – Guimarães, 24 maggio 1911), è stata una bambina portoghese morta di leucemia a 13 anni.
Pur non essendo mai stata canonizzata è venerata popolarmente come santa dai cattolici brasiliani, che le attribuiscono vari miracoli; viene chiamata anche Anjo do Senhor ("Angelo del Signore" in portoghese).

## Biografia
Maria Izilda de Castro Ribeiro nacque il 17 giugno 1897 da Aurélio e Ana, e venne battezzata il seguente 2 settembre nella chiesa di San Tiago a Lanhoso. Nel 1905 la famiglia si trasferì nel comune di Fafe, nel 1906 a Cumieira (Santa Marta de Penaguião), nel 1908 a Cano (Guimarães) e nel 1910 a Largo da Estacao, sempre a Guimarães; nonostante questi movimenti, la bambina venne mandata a studiare con profitto.
La sua salute cominciò però a peggiorare rapidamente, probabilmente a causa di linfoma o leucemia, ed emerse inoltre adenite tubercolare; secondo i racconti, la bambina accettava senza lamentarsi la sofferenza. Poco tempo prima della morte, avvenuta il 24 maggio 1911, ella avrebbe detto a suo nonno che "Gesù sarebbe venuto presto a prenderla".

## Culto

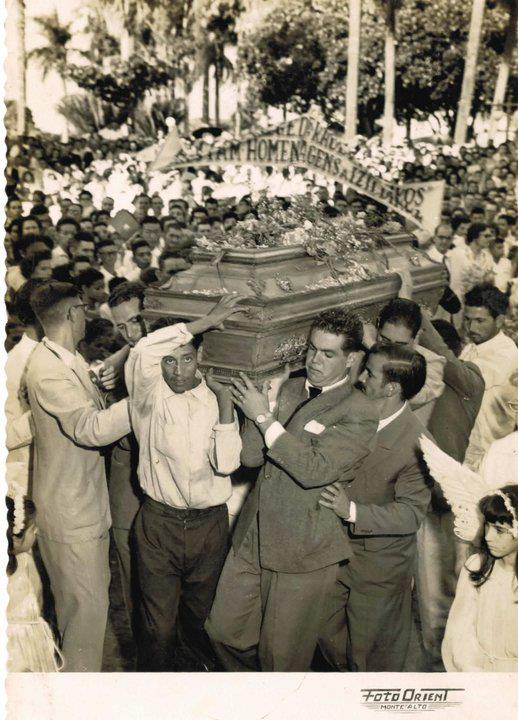
L'arrivo della salma di Menina Izildinha a Monte Alto

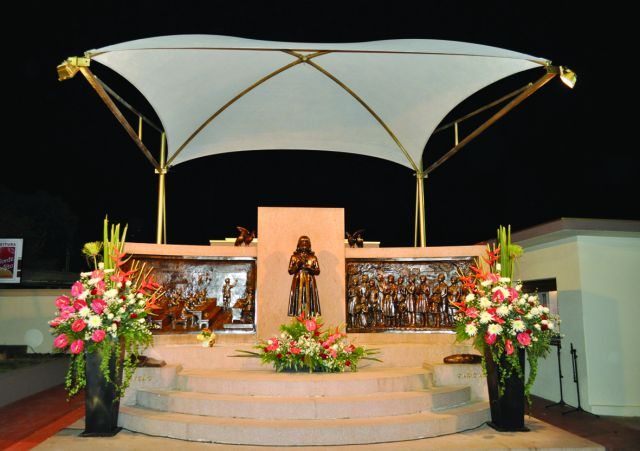
Il mausoleo di Menina Izildinha nel cimitero di Monte Alto

Il corpo di Maria Izilda venne riesumato quarant'anni dopo la sua morte su indicazione di uno dei suoi fratelli, Costantino, che, dovendo trasferirsi in Brasile, volle portarlo lì per averla vicina, e secondo le testimonianze la salma venne trovata incorrotta. All'arrivo della salma in Brasile, le voci sulle sue condizioni miracolose si erano già sparse, ed essa venne accolta da una folla festante.
Maria Izilda venne risepolta dapprima in un cimitero di San Paolo e poi, in seguito ad un altro trasferimento di Costantino, venne spostata di nuovo nel cimitero di Monte Alto; le venne costruito un mauseoleo e cominciò ad essere venerata come santa dalla popolazione. Pur non essendo mai stata canonizzata (né beatificata) ufficialmente, la figura di "Menina Izildinha" gode di ampia popolarità tra i credenti, ed è considerata patrona dei bambini e degli adolescenti che vivono situazioni difficili; il suo culto è diffuso principalmente nello stato di San Paolo.